# Mioma uterino
Un mioma uterino es un tumor benigno y no canceroso que crece en el tejido muscular del útero o miometrio en las mujeres. También se le denomina fibroma uterino, aunque su nombre real es Leiomioma uterino, ya que proceden de tejido muscular liso del miometrio. Solo un 0,9% de los miomas se convierten en tumores malignos (sarcomas) en las mujeres.[cita requerida]

## Epidemiología
Se estima que aproximadamente una de cada cuatro a cinco mujeres de más de 35 años de edad padecen de este tipo de tumor, más común en las personas de raza negra que las personas de raza blanca.[cita requerida]

## Fisiopatología
Se conocen las causas reales por las que surgen los miomas, Aunque existen razones biológicas y sociales que explican su aparición. Entre estas destaca un aumento del número de receptores uterinos a progesterona (por mutaciones en genes bien establecidos: MED12 en el 80%, seguidos por HMGA2, FH, etc.) y cambios hormonales en el periodo menstrual. Además, se encuentra favorecido por la progesterona.
Pese a que se desconoce el origen de la miomatosis uterina, se conoce que se encuentra favorecida por los siguientes factores predisponentes:
- Raza afroamericana: es más frecuente que en la raza caucásica.

- Edad: aumenta la frecuencia en la cuarta década de la vida.

- Obesidad: existen evidencias que sugieren mayor riesgo tanto de padecer miomas, como de un mayor tamaño de éstos, en mujeres obesas. Esto se asocia al hiperestrogenismo que suelen presentar las mujeres obesas.

- Mujeres nulíparas (que nunca han dado a luz).

- Factores hereditarios: parece que puede haber algún tipo de influencia hereditaria, porque es frecuente que se presenten en mujeres de la misma familia, sobre todo en familiares de primer grado.

- Factores hormonales. La cantidad de estrógenos o de sus receptores uterinos está incrementada en mujeres con miomatosis uterina. Debido a esto, la presentación de esta miomatosis se produce principalmente en la edad fértil de la mujer; resultando muy infrecuente que lo haga antes de la primera menstruación (menarquia) o después de la menopausia.

- Embarazo. El aumento de estrógenos que se produce en el embarazo puede llevar al crecimiento del mioma. Es importante controlar el mioma durante el embarazo, ya que puede producirse un infarto de mioma (por falta de vascularización) que es muy doloroso. Además, el crecimiento del tumor puede producir un conflicto de espacio con el embrión, aumentando el riesgo de aborto y parto prematuro.

## Clasificación

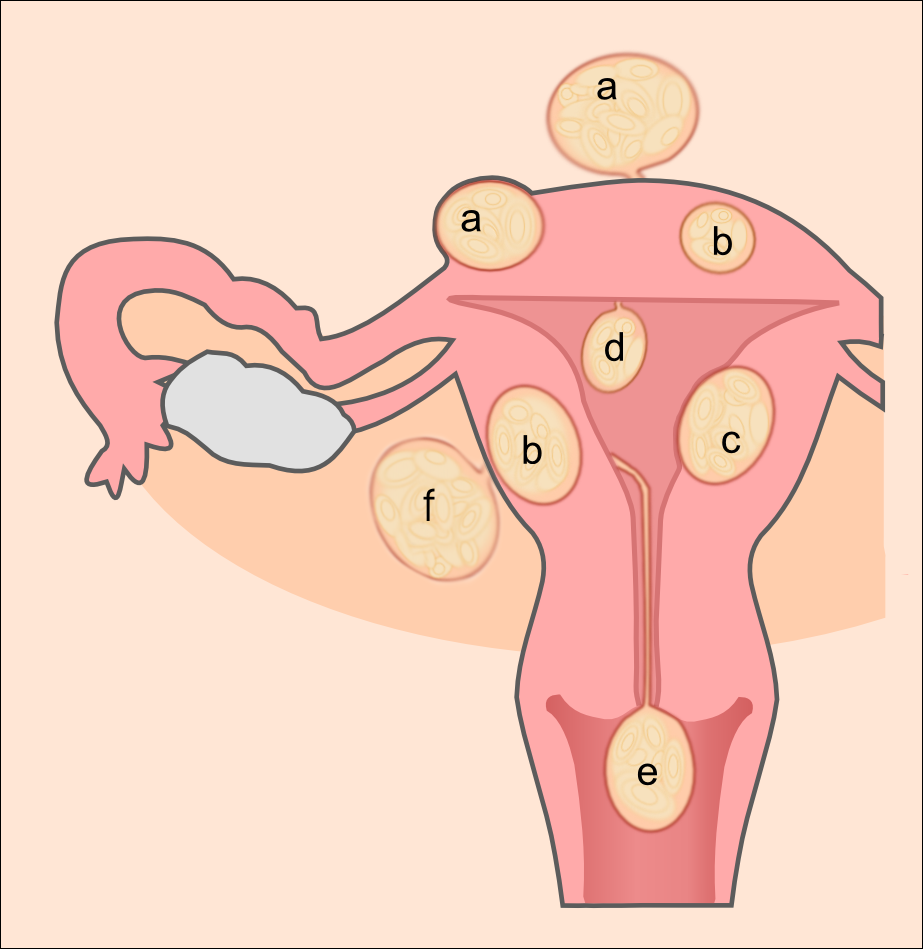
Miomas según su localización o presentación: a=subseroso, b=intramural, c=submucoso, d=submucoso pediculado, e=en statu ascendi, f=intraligamentoso

Se clasifican generalmente en función de su localización: 
- Submucosos: en el endometrio y haciendo relieve en la cavidad uterina
- Intramurales: en el miometrio, sin alterar otra capa del útero
- Subserosos: fuera de miometrio, hacia el exterior uterino, alterando los paracolpos

## Síntomas
La mayoría de los miomas no presentan síntomas, sin embargo, cuando crecen o se ubican en el endometrio pueden producir uno o varios de los siguientes síntomas:
- Alteraciones en el sangrado: Pueden inclinarse hacia ambos lados de la balanza: Pueden existir sangrados demasiado abundantes durante el periodo (hipermenorreas) o entre periodos (metrorragias) o, por el contrario, que el sangrado desaparezca por meses, lo que los doctores llaman amenorrea.
- Abultamiento: El abultamiento abdominal a la altura del ombligo es más frecuente cuando el mioma es de tipo subseroso y se ubica en la parte superior del útero, creciendo hacia los intestinos.
- Estreñimiento: Cuando el mioma se ubica en la parte posterior del útero, puede presionar al intestino grueso y recto, produciendo estreñimiento.
- Urgencia urinaria o Incontinencia: Incluso un mioma pequeño que crezca entre el útero y la vejiga puede producir urgencia urinaria, si crece demasiado aplasta la vejiga produciendo incontinencia.
- Infertilidad: Los miomas submucosos pueden dificultar que el embrión se implante correctamente en el endometrio.
- Abortos: Los miomas intramurales de medianos o grandes elementos pueden restringir el crecimiento del feto y/o disminuir los nutrientes que este último recibe generando pérdidas gestacionales.[3]

## Cuadro clínico
Por otra parte, a veces incluso pequeños miomas situados en el endometrio pueden importantes y así, en ocasiones, incluso provocar una anemia.
Asimismo, la fertilidad de la mujer puede verse afectada en distinto grado por la presencia de miomas. El grado de afectación depende de tres factores: 
- Situación: los miomas más alejados del endometrio afectarán menos a la fertilidad. Por lo tanto, los miomas subserosos no ponen en riesgo la fertilidad de la mujer, mientras que los que conllevan más peligro son los submucosos.
- Tamaño: cuanto más grande sea el mioma, más agresivo será y habrá mayor probabilidad de infertilidad.
- Número: a mayor número de miomas mayor probabilidad de infertilidad.

## Diagnóstico
La exploración ginecológica permite detectar la presencia de estos tumores, su tamaño y localización. En pacientes obesas, sin embargo, la exploración puede ser confusa (falsos negativos) o por dolores en los ovarios así como flujo vaginal constante.
La técnica diagnóstica por la imagen más eficiente (relación información proporcionada/precio) es la ecografía que se puede realizar tanto por vía vaginal como abdominal. Los ecógrafos modernos permiten detectar miomas de hasta 5 mm, y los sistemas Doppler que incorporan permiten analizar su vascularización. Otras técnicas diagnósticas por la imagen son la tomografía axial computerizada (TAC) y la resonancia nuclear magnética (RNM).

## Tratamiento
El tratamiento de los miomas depende de la edad, de que la paciente desee tener hijos o no, del número, tamaño y localización de los miomas y de la sintomatología que se presente.[cita requerida]
Como es frecuente que las pacientes con miomas padezcan anemia, dado que se pierde más hierro del habitual por una menstruación normal, es conveniente el consumo de alimentos ricos en hierro y, si fuera necesario tras un análisis de sangre, la toma de suplementos de hierro bajo prescripción médica.
Si la paciente tiene sobrepeso, es importante que pierda peso para que no crezcan los miomas.
Si la paciente desea tener hijos y el mioma puede ser el causante de infertilidad, la mejor medida será el tratamiento mediante ultrasonidos focalizados de alta intensidad (HIFU) o la quirúrgica. Existen técnicas muy poco agresivas como la histeroscopia y la laparoscopia, que evitan heridas mayores.
Si los miomas son pequeños y están estables, es decir, no crecen y los síntomas no son atenuantes, el mejor tratamiento serán los controles ginecológicos periódicos. Si en estos se observa que los miomas crecen y/o empiezan a causar dolor, hinchazón abdominal y sangrados excesivos, determinados fármacos como los anticonceptivos, la progesterona y los antiinflamatorios que inhiben la síntesis de las prostaglandinas pueden ayudar a controlarlos.
Cuando el útero es muy grande o los miomas crecen muy deprisa, o cuando los síntomas no responden a las medidas farmacológicas, el mejor tratamiento será ya sea las técnicas quirúrgicas o los nuevos procedimientos menos invasivos como es la embolización de arterias uterinas por parte de los radiólogos intervencionistas o el tratamiento HIFU (guiado por ultrasonidos o ecógrafo, USgFUS, o mediante resonancia magnética, MRgFUS), el cual en casos seleccionados tiene una alta efectividad con la ausencia de los riesgos de la cirugía.